# LINK arkitektur

LINK arkitektur AS — норвезька архітектурна та дизайнерська фірма. Заснована у 1995 році. Штат нараховує 350 співробітників. Має 15 офісів в найбільших містах Норвегії, Данії і Швеції. Є однією з провідних архітектурних фірм в Скандинавії. 
Окрім архітектури та будівництва, фірма займається проєктуванням інтер'єрів, публічних просторів, ландшафтним дизайном.

## Історія
LINK arkitektur AS була заснована у 2000 році шлях злиття Lysaker Mølle AS (Люсакер) і Maurseth & Halleraker AS (Берген/Сторд).
У 2006 році вібудолсь злиття між LINK arkitektur і Signatur arkitekter (Санднес). Того ж року були придбані Næss architects і Svingen architects (Тронгейм). Також придбано Atrium architects (Алта). Нова компанія змінила свою назву на LINK Signatur AS.
У 2007 році відкрито 2 офіси у Данії — LINK arkitektur AS (в Копенгагені і Орхусі).
У 2008 році акціонерами компанії стали Multiconsult AS і WSP Group. Архітектурні підрозділи були передані LINK arkitektur AS. LINK arkitektur відкрила новий офіс для архітекторів в Фредрікстаді і був заснований відділ в Осло з новою командою ландшафтних архітекторів, LINK Landskap. У Швеції, офіси архітекторів нових акціонерів були включені до LINK arkitektur AB, дочірньої компанії LINK arkitektur AS.
У 2010 році LINK Signatur змінила свою назву на LINK arkitektur і розташувалась в Мальме шляхом придбання SAMARK Arkitektur & Design.
У 2013 році засновано LINK arkitektur ApS, дочірню компанію LINK arkitektur в Копенгагені.

## Вибрані проєкти

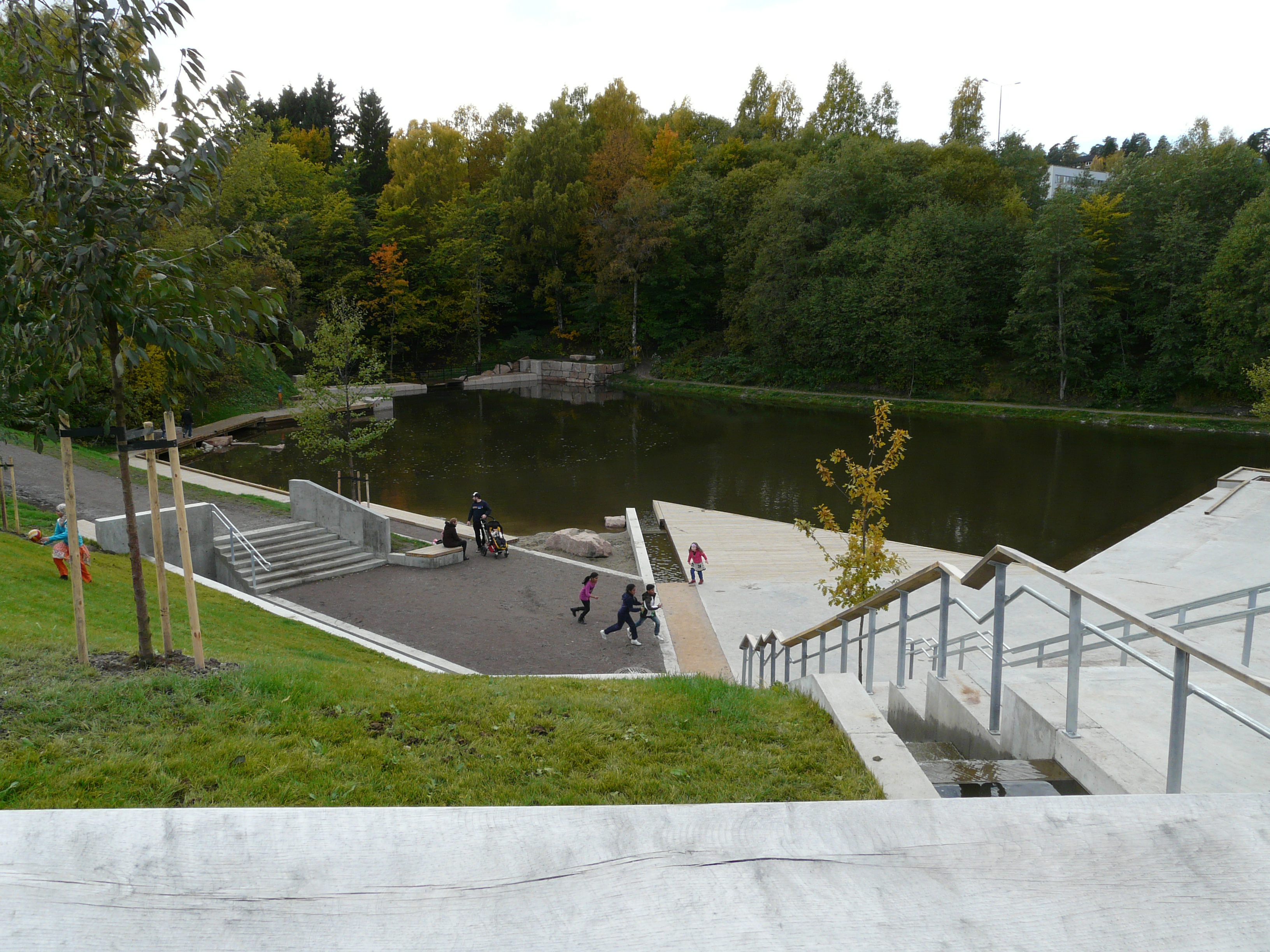
Гроруд-парк, 2013. Осло, Норвегія

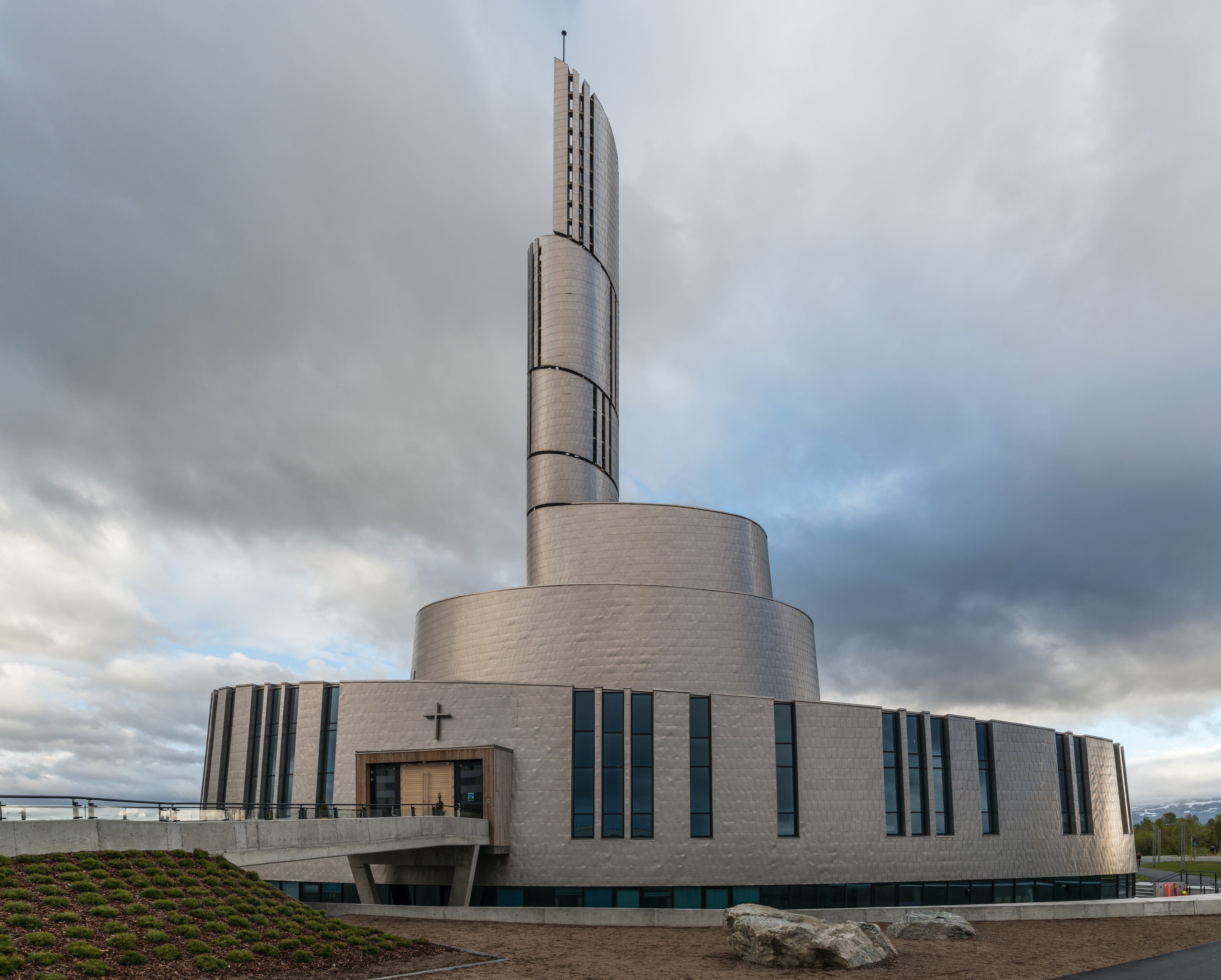
Собор північного сяйва, 2009–2013. Алта, Норвегія (спільно з schmidt hammer lassen architects)

- Церква Фройланд-Орста, 2008. Клепп, Норвегія
- Офіси Storebrand, 2008. Люсакер, Норвегія
- Середня школа Воген, 2010. Саннес, Норвегія
- Середня школа Нурдаля Гріга, 2010. Берген, Норвегія
- Клініка невідкладної допомоги та Клініка інфекційних захворювань, 2011. Мальме, Швеція (спільно з C.F. Møller Architects)
- Сконська університетська лікарня, 2012. Мальме, Швеція
- Уська пожежна станція, 2012. Ус, Норвегія
- Норвезька школа економіки (NHH), 2013. Берген, Норвегія
- Гроруд-парк, 2013. Осло, Норвегія
- Собор північного сяйва, 2009–2013. Алта, Норвегія (спільно з schmidt hammer lassen architects)
- Розширення і реконструкція музею Рінгве, 2013. Тронгейм, Норвегія
- Національний діабетичний центр, Ер-Ріяд, Саудівська Аравія (спільно з C.F. Møller Architects)
- Quality Hotel Edvard Grieg, 2015. Берген, Норвегія
- Ольгордська церква, 2015. Ольгорд, Норвегія

## Нагороди
- Премія Каспера Саліна (2010)
- «Найкраща споруда у північній Норвегії» (2013) від Північно-Норвезької організації обслуговування підрядників (NESO)
- Architizer A+Award (2014)
- Nordnorsk arkitekturpris (2014)
- Arkitektur og byformingsprisen (2014)